# Jacques-François Rosart

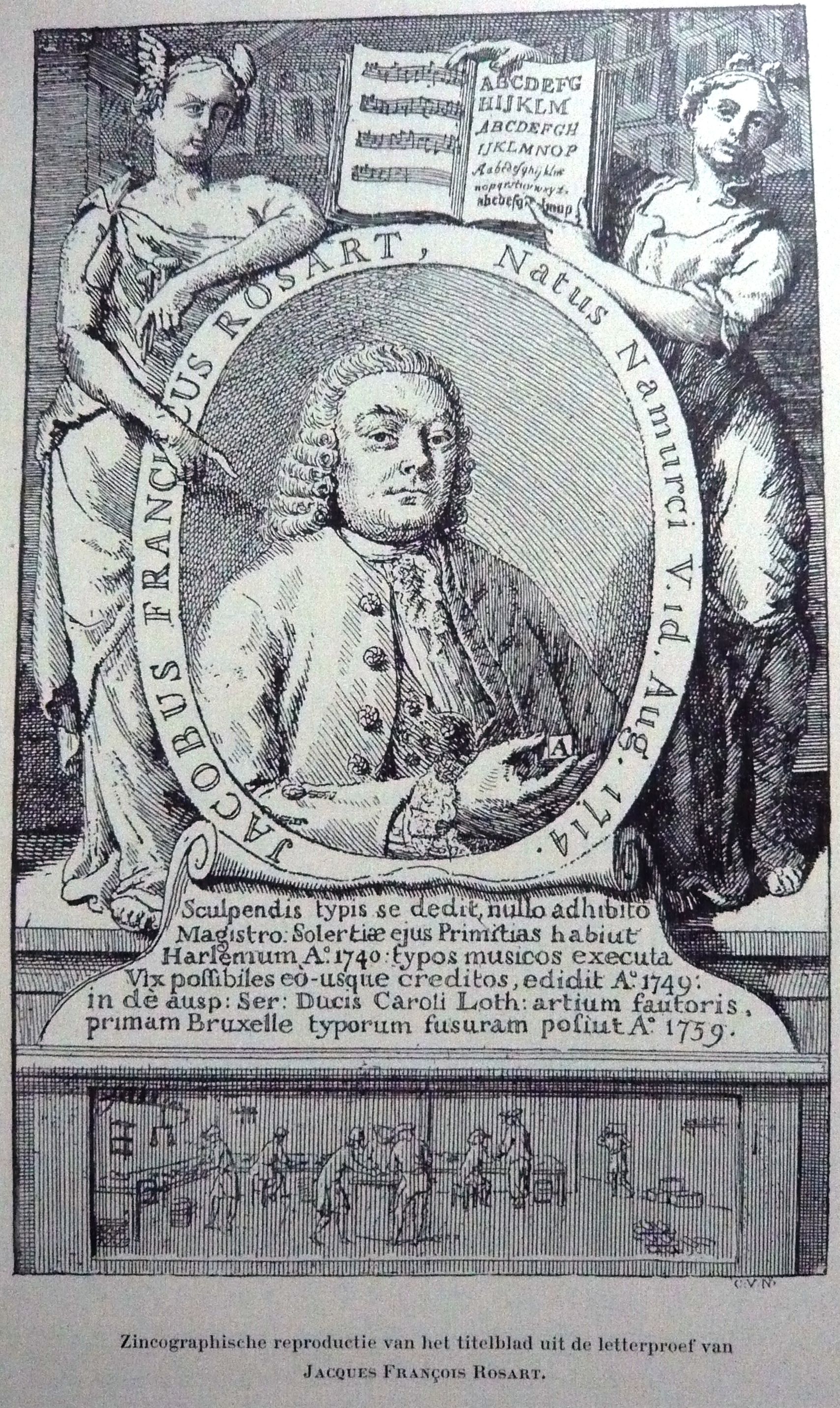
Jacques-François Rosart

Jacques-Francois Rosart (Namen, gedoopt 9 augustus 1714 - Brussel, 26 mei 1777) was een Zuid-Nederlands lettergieter, stempelsnijder en matrijzenslager. Tot zijn omvangrijke productie behoren lettertypen, sierkapitalen en honderden typograﬁsche ornamenten. Hij vernieuwde ook de muziekdruk.

## Leven
Rosarts vader Henri en diens broers waren goudsmeden. De neergang van Namen in de nasleep van het tweede Barrièretraktaat dreef de jonge Rosart naar het noorden: na een tijdje in Egmond-Binnen vestigde hij zich in 1740 te Haarlem. Hij kocht een huis aan het Spaarne, opende er een lettergieterij en trouwde het volgende jaar met Marie van den Berg uit Amsterdam. Concurrent Enschedé reageerde door in 1743 het Amsterdamse huis Wetstein te kopen, dat de vaardige Johann Michael Fleischmann in dienst had. Noodgedwongen werkte Rosart met hen samen en leverde hij titelkapitalen. Geldgebrek dwong hem in 1746 zijn huis te verkopen, maar hij zette de gieterij door.
Rosart bedacht een inventief systeem voor het zetten van muziek en presenteerde het in 1750 aan Enschedé, met een begeleidend lettertype Financière. Enschedé liet het perfectioneren door Fleischmann, wat later aanleiding zou geven tot een internationale polemiek over het auteurschap. Rosart associeerde zich in 1755 met dominee Cornelis Nozeman en verhuisde de gieterij naar diens achterhuis, maar het werd geen succes. De onderneming en haar matrijzen werden in 1759 openbaar verkocht, de stempels nam Rosart mee.
Hij trok naar Brussel, waar sinds veertig jaar niets van belang was gedrukt en het Oostenrijkse bewind had geconstateerd dat het zo niet verder kon. Er kwamen nieuwe stimulansen, onder meer door oprichting van een Imprimerie Royale. Landvoogd Karel van Lorreinen verstrekte Rosart een toelage en zijn zaak kwam tot grote bloei. Hij bediende de lokale markt en exporteerde ook naar Frankrijk, Duitsland en Nederland. Zijn stijl verruilde Nederlandse voor Franse invloeden.

## Na zijn dood
Rosart stierf in 1777. Zijn inboedel werd geveild en opgekocht door weduwe Decellier (1779).
Hij had een zoon Mathias (1743-1815), die ook letterontwerper was geworden. Hij had zich enige tijd naar Amsterdam verwijderd (1768–’74) en werkte vanaf 1772 voor de Brusselse concurrent J.L. de Boubers. De firma's Rosart en Boubers lijken te zijn samengegaan, want Mathias publiceerde de lettertypes van zijn vader met die van zichzelf (1789).
Materiaal van Rosart wordt bewaard in het Noord-Hollands Archief en in mindere mate in het Museum Plantin-Moretus. Onder meer de Amerikaan Douglas Crawford McMurtrie (1888-1944) en Katharina Köhler werkten verder op lettertypes van Rosart. De Belgische boekvormgever Fernand Baudin deed historisch onderzoek naar de figuur van Rosart.

## Publicaties
Rosart publiceerde verschillende letterproeven:
- Epreuve des caractères qui se gravent et fondent dans la nouvelle fonderie de Jacques François Rosart, 1761
- Epreuve des caractères qui se gravent & fondent dans la nouvelle fonderie de Jacques François Rosart, 1768
- Epreuves des caractères de la fonderie de la Veuve Decellier, successeur de J. F. Rosart, 1779